# 姚人多
姚人多（1969年12月12日—），中華民國政治人物及社會學家，出生於臺灣臺中，研究歷史社會學，主要領域為日本殖民臺灣史與傅柯理論，任教於國立清華大學社會學研究所。姚為民主進步黨黨員，曾任國家安全會議諮詢委員、總統府副秘書長兼資安長、總統府原住民族歷史正義與轉型正義委員會執行秘書、海基會副董事長兼秘書長。

## 生平
姚人多的父親為浙江人，因國共戰爭，隨中華民國政府來臺。
姚人多在台中出生，在高雄長大，於1987年自台灣省立鳳山高級中學（今國立鳳山高級中學）畢業，考取國立臺灣大學社會學系，1993年取得學士。1995年獲得英國艾塞克斯大學社會學碩士學位，2002年取得艾塞克斯大學社會學博士學位，博士論文為《Governing the Colonised: Governmentality in the Japanese Colonisation of Taiwan, 1895-1945.》。除專業領域之台灣日治時期歷史社會學研究與傅柯理論外，姚人多亦曾熱心於文學創作。在1994年以〈紀登斯事件〉獲第十六屆聯合報文學獎小說獎第三名，1998年則以短篇小說〈戴安娜〉獲台灣文學獎佳作。姚人多也曾短暫擔任《自由時報》旅遊版記者。
2006年7月時，在國立清華大學社會學研究所任職，並於2006年下半年、2007年上半年陸續開設「台灣社會發展史：日據時代」、「台灣社會發展史：戰後政治經濟」等課程。研究興趣不限於日據時代，也包含二戰後台灣史。

## 經歷
姚人多熱心於台灣歷史與台灣獨立運動，是民主進步黨黨員。黨外運動時期的街頭抗爭運動，他可以說是無役不與。
1990年代後期以降，姚人多常於報刊撰文批判中國國民黨政治人物如李濤、及親藍媒體人陳文茜。姚人多曾在謝長廷、蔡英文擔任民進黨主席期間出任主席特別助理，蔡英文的重要演講的講稿多由他操刀。
2006年7月，時任國家安全會議（國安會）秘書長邱義仁曾計劃延攬姚人多擔任國安會諮詢委員，惟姚當時未應允。
2007年4月15日，姚人多參加415保留樂生大遊行聲援保留樂生療養院舊院區，是他第一次走上街頭反對民進黨政府；同月21日，他說，樂生療養院舊院區存廢問題顯示，民進黨正在複製以往它所憎恨的一切事物、正在複製以往國民黨運作政治的方式，「如果民進黨把樂生院拆了，就等於拆掉民進黨的價值。因為，不管從什麼角度來檢驗：一個大力鼓吹追查二二八歷史真相，卻要拆掉樂生院之政黨，是一個虛偽的政黨；一個口口聲聲說要守護台灣，卻要把樂生院這樣一個能體現台灣的建築物拆掉之政黨，是一個精神分裂的政黨；一個宣稱要喚起台灣主體性，卻對過去這塊土地上的紀錄不屑一顧之政黨，是一個欺騙的政黨；一個開口閉口都在談改革，卻留戀於地方金權政治之政黨，是一個無能的政黨。」
2008年2月26日，2008年中華民國總統選舉民進黨總統候選人謝長廷與親綠學者715聲明部分學者對談，中央研究院臺灣史研究所助理研究員吳叡人直批，為了選舉的短期考量，民進黨把轉型正義當成選舉工具，把這個珍貴的進步價值搞爛、搞臭了；姚人多說，過去知識分子支持民進黨是一件驕傲的事，今天知識分子承認自己還支持民進黨卻是一件需要勇氣的事。
2013年4月23日，姚人多在台灣守護民主平台「自由人宣言：兩岸人權總路線的提出」研討會說，「台獨」、「建國」在台灣已經失去了主流市場，說服大多數人民相信「台灣可以獨立」的時代過去了，他憂心民進黨迄今無法提出能跟九二共識相抗衡的論述、無法說服台灣人民相信「民進黨若執政，可以面對中國崛起」；民進黨應該以推動民主、自由、人權的「台灣經驗」幫中國早日走向民主化，但現階段的民進黨與中國公民社會的距離大到「很可怕、令人憂心」的地步。2013年4月28日，姚人多透過前民進黨網路部主任林閣雍的臉書帳號表示，他這段言論在民進黨有四種回應，「首先，『這是個人意見，不代表民進黨。』其次，『誰說台獨沒有市場，他來說的話就有。』第三，『台獨不是市場，台獨是責任。』最後，也是民進黨的領導者們所一致採用的說法，『台灣已經是一個主權獨立的國家。』……我的結論很簡單：如果以上四種說法就是民進黨或獨派陣營對我所提出的困境的回應，那我只能說，2016年民進黨照樣會輸。……這些批評我的發言，有一個最大的共同點：現階段的台獨建國論述沒有問題，也不必改。認識我的人都知道，我是一個堅定的獨派；但是，作為一個獨派，我與他們這些人最大的不同就在於：我認為，過去這種『逢中必反，逢扁必挺』的台獨建國論述已經與現在的選民結構脫節。……從這個禮拜以來民進黨高層人士的所作所為，我再一次確認：4月23日我所說的民進黨在兩岸關係上的五個困境確實存在，這個黨沒有反省、更沒有出路。」
2014年8月21日，姚人多對於2014年淡江大学学生会正副会长补选争议證明評論，台灣獨立運動極度脆弱，「它像是雞蛋一樣，表面上看來沒有縫隙，可是只需稍加用力，這個圈子的內部紛爭與矛盾便會公諸於世」；他還說，本案中蔡博藝參選一事至少反映台灣獨派內部三個頗為嚴重的問題：㈠獨派內部的猜忌；㈡民進黨不見了；㈢獨派內部對於「中國到底是什麼」，也缺乏明確的共識。
2016年5月，擔任國家安全會議（國安會）諮詢委員。
2017年3月17日，原住民族轉型正義小教室等臺灣原住民族團體抗議《原住民族土地或部落範圍土地劃設辦法》排除私有土地劃入原住民族傳統領域；姚人多對此表示，過去沒有哪一任政府會以總統府的高度來處理原住民族轉型正義問題，但「轉型正義不是變魔術」，需要時間和社會溝通，從公有地著手劃設已是跨出重要一步，政府推動轉型正義是為了和解、不是為了製造衝突，「不能陷原住民於不義」。
2017年6月2日，原轉小教室在臺北市凱達格蘭大道紮營（凱道部落）抗議《原住民族土地或部落範圍土地劃設辦法》，群眾搭設之抗議帳篷及文化藝術裝置被優勢警力在大雨中清除，清除之理由是排除占用道路妨礙交通。同日，原住民族民族議會聯合行動發表聲明抨擊，在完全不符比例原則的粗暴驅離及破壞之後，姚人多緊接著補上一槍說「態度開放，隨時可談」，是兩手策略。

### 輔選2018年台北市長候選人姚文智
2018年8月，加入2018年臺北市長候選人姚文智競選團隊，協助文宣、講稿與策略協助。
2018年8月2日，總統兼民進黨主席蔡英文親自督軍台北市長選戰，海基會副董事長兼秘書長姚人多主動請纓下場幫同黨候選人姚文智操盤，挑戰競選連任的無黨籍柯文哲。
2018年8月9日，姚人多寫下六點建議給姚文智：
1. 先反省自己，不要責怪別人。
2. 不可切割發言人。若有功要搶、有過推給下屬，和柯文哲沒有兩樣。
3. 不要想靠黨紀選市長，這不是光彩的事。
4. 不要想著第一名，要先進步到第二名。
5. 回到政策面討論。
6. 「立刻」把貓的動畫[15]停掉，酸民再酸也是市民。[16][17]

2018年9月7日，姚文智召開「阿北，請告訴我真相」第二場記者會，請來疑似有民主進步黨籍的新文化基金會員工、24歲阿美族青年代表潘袁詩羽表達作為「柯粉」對柯文哲的作為感到失望，並對台北市萬大路「第一果菜批發市場與台北魚市」改建案提出4個問題：
1. 吳音寧省下新台幣十一億元改建版本哪邊不好？
2. 為什麼果菜市場的會議紀錄沒有上網公開？
3. 為什麼柯文哲討厭吳音寧？
4. 為什麼吳音寧不可以把報告貼在臉書上，柯文哲卻可以在臉書開直播？[21]

2018年9月8日，姚人多指出，潘袁詩羽是「宇宙無敵超級大柯粉」，希望柯文哲回應潘袁詩羽的提問，並且要求柯文哲出面呼籲支持者不要為難潘袁詩羽。
2018年12月12日，姚人多在臉書發文，自責因他使得蔡英文被說成「文青治國」。姚還說，兩周前他退出所有總統幕僚群組，也不再負責總統文稿小組，希望「文青」兩字可以告一段落。此外，對於近日媒體報導柯文哲對民進黨餘恨未消，姚也向柯文哲道歉，「在競選過程中，如果有得罪柯市長的地方，還請柯市長大人有大量。台灣需要你，台灣的局勢很艱難，請你務必站在台灣人這邊」，又說：「我已經離開團隊，請柯市長息怒。」但柯文哲說：「這實在是…把戲真多」，「五年前看到那種文青體會很感動，現在看那種文青體會覺得很噁心」。

### 批評蔡英文
2020年10月，姚人多在《新新聞》第1755期【姚人多專欄】發表文章〈只有民進黨能打敗民進黨〉，說：「現在的台灣……社會已經逐漸形成一種氛圍，它要求民進黨要節制權力。如果蔡英文真的有心要破除『八年必定政黨輪替』的魔咒，眼前發生的一些事情是一點小警訊，她最好張開眼睛好好看著。」
2022年1月22日上午，蔡英文於經國七海文化園區暨蔣經國總統圖書館開幕儀式致詞，在民進黨內引發爭議。前民進黨立委段宜康在臉書發文，批評蔡英文「現在總統去肯定那個威權體制最頂端的人，當初何必要我們推動轉型正義」。同日，姚人多在臉書發文，批評蔡英文「價值真空的人總有一天會做出價值錯亂的事，今天就是最好的例子」，甚至強調「沒錯，我就是在講早上的事」；言詞之重，堪比國民黨狠批蔡英文是沒有中心價值的「空心蔡」。
2022年1月25日，姚人多在臉書發文批評，蔡英文「把轉型正義拿來做為政黨角力與政治攻防的工具」；他認為，蔡英文以「反共保台」四字去紀念故總統蔣經國，等於告訴台灣人民「反共大於人權，反共大於自由；只要統治者反共，他做的一切都可以功過相抵」，令他質疑「難道在民主化這麼多年後，民進黨還要隔代遺傳這種論點」。姚人多說，蔡英文在他心目中是一位好總統，但他仍然希望蔡英文能夠更好，「為了要更好，就必須承認：一位好總統，並不代表她做的每一件事都是對的」。姚人多諷刺蔡英文，「一個宣稱要做轉型正義的總統，最後變成獨裁者的傳人」。總統府不回應姚人多的言論。同日，前中國國民黨文化傳播委員會副主任委員鄭照新表示，姚人多在該文中宣稱「為了要掩飾她（蔡英文）去紀念蔣經國的非道德性、也就是人設上的不一致，總統府這兩天動員了大量的媒體輿論，試圖把風向帶到『蔡總統去蔣經國園區的現場教訓藍營的政治人物』」，間接證實蔡英文政府會用行政資源操弄媒體輿論，「原來輿論是可以動員的」。同日，國民黨文傳會副主任委員黃子哲說，這兩天綠營政論節目隻字未提姚人多與段宜康，凸顯總統府帶風向操控媒體。中國廣播公司董事長趙少康說，姚人多的文章講出民進黨的真心話，製造社會分歧才是民進黨煽動選民的「最佳吸票機」；若蔡英文真想化解社會分歧，蔡英文就應趕快裁撤促進轉型正義委員會。
2022年1月26日，前民進黨立委沈富雄表示，「姚人多這次罵蔡英文，罵得好；但若姚人多還擔任總統府副祕書長，不知道他還會不會這樣說」。沈富雄說，畢竟姚人多已經離開政壇當教授；看一個人是否有骨氣，要看他在關鍵時刻的立場，這是一件不容易的事。
2022年2月28日，資深媒體人楊舒媚表示，蔡英文出席蔣經國紀念圖書館開幕儀式致詞「尊蔣風波」並未因事件過去而消弭，「姚人多甚至把臉書好友中的蔡英文親近幕僚刪光光」。

### 護航鏡電視
2023年5月7日，針對鏡電視新聞台執照爭議，姚人多在臉書發文，自稱從2022年某個時間點開始掛名《鏡週刊》特約總主筆，並表態力挺鏡電視與《鏡週刊》創辦人裴偉，強調國家通訊傳播委員會（NCC）有責任「讓一個好的新聞台出現在台灣閱聽人眼前」。台灣民眾黨立法院黨團主任陳琬惠表示，姚人多自承是《鏡週刊》特約總主筆，然後出來為鏡電視與裴偉洗白，指控在野黨監督鏡電視申設案都是為了政治鬥爭，親自示範「《鏡週刊》、鏡電視未完成切割」；當裴偉親口證實有政治黑手干預，曾經犀利指摘「在許多國家，政治與媒體是兩個互相衝突、相互制衡的領域，不過在台灣卻是水乳交融、相輔相成」的姚人多難道可以接受。

## 榮譽

### 中華民國勳章獎章
- 二等景星勳章（2024年5月13日於總統府頒授）[36]

## 外部連結
- 南方快報《姚人多專欄》 （页面存档备份，存于）（繁體中文）
- 姚人多的個人資料- 國立清華大學社會學研究所（繁體中文）